# Список керівників держав 141 року
В даній статті представлені керівники державних утворень. Також фрагментарно зазначені керівники нижчих рівнів. З огляду на неможливість точнішого датування певні роки владарювання наведені приблизно.
Список керівників держав 140 року — це перелік правителів країн світу 140 року.
Список керівників держав 140 року — 141 рік — Список керівників держав 142 року — Список керівників держав за роками

## Європа
- Боспорська держава — цар Реметалк I (132-154)
- Ірландія — верховний король Конн Сто Битв (123-157)
- Римська імперія
  - імператор Антонін Пій (138-161)
    - консул Тит Геній Север (141)
    - консул Марк Педуцей Стлога Присцін (141)
      - Белгіка — Тіберій Клавдій Сатурнін (141)
      - Римська Британія — Квінт Лоллій Урбік (138-142/144)
      - Дакія — Луцій Анній Фабіан (138-141); Квінт Мустій Пріск (141-144)
      - Верхня Паннонія — Тіт Гатерій Непот Ацінат Проб Публіцій Матеніан (138-142)
      - Нижня Паннонія — Клавдій Максим (137-141); Марк Понтій Леліан Ларцій Сабін (141-144/145)

## Азія
- Близький Схід
  - Велика Вірменія — цар Вагарш I (116/117-140-144)
- Іберійське царство — цар Фарасман III (135-185)
- Індія
  - Західні Кшатрапи — Рудрадаман I (130-150)
  - Кушанська імперія — великий імператор Канішка I (127-147)
  - Царство Сатаваханів — магараджа Вашиштіпутра Пулумайї (136-158/164)
- Китай
  - Династія Хань — імператор Лю Бао (125-144)
    - шаньюй південних хунну Ченю (140-143)
- Корея
  - Когурьо — тхеван (король) Тхеджохо (53-146)
  - Пекче — король Керу (128-166)
  - Сілла — ісагим (король) Ільсон (134-154)
  - Осроена — Ма'ну VIII (139-163)
- Персія
  - Парфія — шах Вологез II (105-147)
- Сипау (Онг Паун) — Сау Кам К'яу (127-207?)
- плем'я Хунну — міжусобиця (140-143)
- Японія — тенно (імператор) Сейму (131-191)
  - Каппадокія — Публій Кассій Секунд (141-144)

## Африка
- Царство Куш — цар Адекеталі (137-146)
  - Африка — Тит Пріферній Гемін (140-141); Секст Юлій Майор (141-142)
  - Єгипет — Гай Авідій Геліодор (137-142)